# 塞米諾爾 (阿拉巴馬州)
塞米諾爾（英語：Seminole）是一個位於美國阿拉巴馬州鮑德溫縣的非建制地區。該地的面積和人口皆未知。

## 地理
塞米諾爾的座標為30°30′55″N 87°28′26″W / 30.515278°N 87.473889°W，而該地最高點為海拔高度30米（即98英尺）。